# گفتگوی ماکیاولی و مونتسکیو در دوزخ

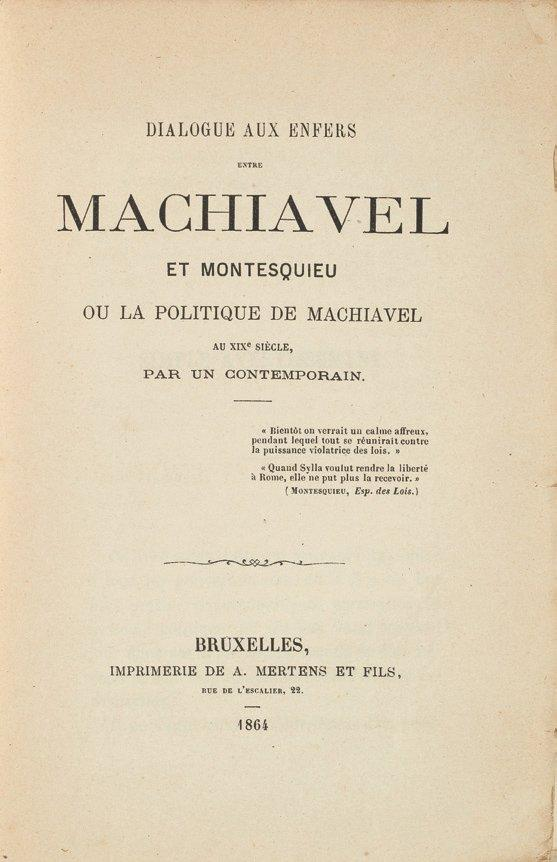
دیالوگ به کمک ماکیاول و مونتسکیو یا سیاست ماکیاول!تاریخ: 1864

گفتگوی ماکیاولی و منتسکیو در دوزخ با عنوان اصلی (به فرانسوی: Dialogue aux enfers entre Machiavel et Montesquieu) کتابی طنز از نویسنده فرانسوی موریس ژولی است که با دیدگاه سیاسی محافظه‌کارانه و در نکوهش رژیم ناپلئون سوم برای نخستین‌بار در سال ۱۸۶۴ در ژنو منتشر شد. در این کتاب نیکولو ماکیاولی و شارل دو مونتسکیو درگیر در آرگومنتی دیالکتیک در مرکز دوزخ هستند. کتاب به امور مربوط به نژاد و مذهب دخالت نمی‌کند اما المان‌های این کتاب به‌طور گسترده و در یک دزدی ادبی در پروتکل بزرگان صهیون بکار رفته‌اند.